# Claudio Bonvecchio
Claudio Bonvecchio (Pavia, 20 gennaio 1947) è un filosofo italiano.

## Biografia
E’ coniugato dal 24 maggio 2021 con la Dott. Arianna Migliore.
Laureatosi in Filosofia Teoretica presso l'Università di Pavia inizia la sua carriera accademica come borsista, contrattista e ricercatore presso la Facoltà di Lettere e Filosofia della stessa Università.
Dal 1987 insegna "Filosofia della Politica" nella Facoltà di Lettere e Filosofia dell'Università degli Studi di Palermo. Nello stesso ambito dottrinale insegna nel 1990 nell'Università degli Studi di Trieste come Professore Associato prima e poi come Professore Ordinario sino al 2001. Da questo stesso anno è Professore Ordinario di Filosofia delle Scienze Sociali nel Corso di Laurea di Scienze della Comunicazione della Facoltà di Scienze MM. FF. NN. dell'Università degli Studi dell'Insubria dove dal 2003 diviene vicedirettore del Dipartimento di Informatica e Comunicazione. È stato per dieci anni Presidente del Corso di Laurea in Scienze della Comunicazione e Coordinatore del Dottorato Nazionale in Filosofia delle Scienze Sociali e Comunicazione Simbolica.
Massone, Claudio Bonvecchio è stato Grande Oratore del Grande Oriente d'Italia ed è poi stato eletto Gran Maestro aggiunto. In seguito è dimesso da tutti gli incarichi e cariche e dal GOI, non condividendone più né lo spirito né la spiritualità, prima di recepire un provvedimento di espulsione dal GOI.
È stato componente del Cda della Fondazione Luigi Einaudi Onlus.

## Curriculum universitario
Laureatosi in Filosofia Teoretica presso l’Università degli Studi di Pavia (110/110 e lode) diventa Borsista, Contrattista e Ricercatore (in Filosofia Teoretica) presso la Facoltà di Lettere e Filosofia dell'Università degli Studi di Pavia. Nel 1987 diventa Professore Associato di Filosofia della Politica nella Facoltà di Lettere e Filosofia dell'Università degli Studi di Palermo. Nel 1990, si trasferisce alla Facoltà di Scienze Politiche dell'Università degli Studi di Trieste, dove prende servizio come Professore Associato di Storia delle Dottrine Politiche.
A partire dal 1994, è Professore prima Straordinario e poi Ordinario di Filosofia della Politica presso la Facoltà di Scienze Politiche dell'Università di Trieste (prima nella sezione staccata di Gorizia - Corso di Laurea di Scienze Internazionali e Diplomatiche - in seguito nel Corso di Laurea di Scienze Politiche a Trieste) dove conserva l'insegnamento di Storia delle Dottrine Politiche sino all’anno accademico 200-2001. Ha insegnato nell’Universidad Nacional de México. È stato Docente e Responsabile di un modulo d’insegnamento nel Master Europeo in MEDICAL HUMANITIES 2002-2004.
A partire da 1 ottobre 2001 è Professore Ordinario di Filosofia delle Scienze Sociali nel Corso di Laurea di Scienze della Comunicazione della Facoltà di Scienze MM. FF. NN. dell’Università degli Studi dell’Insubria dove a far tempo da tale data ha tenuto per supplenza anche l’incarico di Comunicazione Politica (sino all’anno acc. 2005-06) e di Linguaggi politici (sino all’anno acc.2003-04). Dall’anno acc. 2006-07 insegna Simbologia Politica nel Corso di Laurea Specialistica di Teorie della comunicazione e Antropologia Culturale. Dal 1 Novembre 2017 è in pensione.

## Incarichi universitari ricoperti
Dal 1 novembre 2002 è stato per 11 anni Presidente del Corso di Laurea in Scienze della Comunicazione nell’Università dell’Insubria. Dall’8 aprile 2003 è stato per otto anni Vicedirettore del Dipartimento di Informatica e Comunicazione dell’Università degli Studi dell’Insubria. Dall’anno accademico 2003-2004 sino al 2015-2016 è stato Coordinatore del Dottorato in Filosofia delle Scienze Sociali e Comunicazione Simbolica. Dal 2004 è stato per 9 anni membro del Comitato Scientifico dell’Insubria University Press. Dal maggio 2005 è stato membro del Consiglio Scientifico del Centro Speciale sulla Simbolica Politica e delle Forme Culturali dell’Università degli Studi dell’Insubria di cui è stato Direttore sino al 2015. Attualmente non riveste alcun incarico universitario.

## Incarichi scientifici e pubblici
Dalla 1986 al 2016 è stato Rettore del Collegio Universitario “C. Golgi II dell’Università e dell’I.S.U di Pavia. È stato Presidente dell'Associazione per gli Studi Simbolici Politico-Giuridici. È Segretario Generale dell’Associazione per gli Studi di Geopolitica. È stato Direttore e Responsabile del Progetto “Tecnico Superiore di Comunicazione e Pubblicità” della Regione Lombardia in collaborazione con l’ENAIP (Varese). È stato socio dell’Institut International d’Etudes Européenne “Antonio Rosmini” di Bolzano. Èsocio fondatore dell’Istituto Superiore di Studi “Girolamo Cardano” di cui è stato Direttore Scientifico. Èsocio fondatore Dell’Istituto Mitteleuropeo - Mediterraneo di Studi Politici Superiori di cui è Membro del Consiglio di Direzione. È membro del Comitato Scientifico della Collana Il Limnisco della Franco Angeli Editore. È Membro del Comitato Direttivo della Rivista Hiram. È Membro del Comitato Scientifico dei Quaderni di Simbolica dell’Università degli Studi di Messina. È Membro del Comitato Scientifico del Centro di Studi Internazionali sul Simbolico dell’Università degli Studi di Messina. È Membro del Comitato di Lettura della Rivista “Oltrecorrente”. È Membro del Comitato Scientifico della Rivista ATRIUM. È Membro del Consiglio direttivo della Società Internazionale Tommaso d’Aquino (S. I: T. A.) – Sezione Italia Settentrionale – Varese. È Membro del Comitato Scientifico del Centro Europeo di Studi su Mito e Simbolo. È Membro del Comitato Scientifico della rivista “Secretum”. È Membro del Comitato Scientifico della rivista “Simposium”. È fondatore e Direttore Scientifico della Rivista “METABASIS. it”. È Direttore (insieme con Elio Jucci) della Collana Abraxas di Studi Gnostici per la Casa Editrice Mimesis di Milano. È Direttore (insieme con Pierre Dalla Vigna) della Collana “Il Caffè dei Filosofi” per la Casa Editrice Mimesis di Milano. È Presidente Onorario e Membro del Comitato Scientifico del Centro Studi “DAIMON” di Jamiano - Doberdò del Lago. È Membro del Comitato Scientifico della rivista Symposium di Palermo. È Membro e Presidente del Comitato Scientifico di Mediasofos (Associazione di alta formazione multimediale europea). È Membro del Comitato Scientifico della collana Law without law della Casa Editrice Mimesis già diretta da Morris Grezzi. È Membro del Comitato Scientifico del Centro di Studi C.R.I.S.I.S dell’Università degli Studi di Teramo. È Membro del Comitato Scientifico della rivista Europea (Aracne Editore). È Presidente Onorario della Associazione Re. Te. di Varese. È Membro del Comitato Scientifico della rivista Il Protagora. È stato Membro del Comitato Scientifico dell’IRER (Istituto Regionale di Ricerca della Lombardia). È Membro del Comitato Scientifico Casa Editrice Nisrock di Macerata. È Membro del Comitato Scientifico della rivista “Mondi”. È Membro del Comitato Scientifico della Collana “Magazzino di Filosofia”. È Membro del Comitato Scientifico della Collana di Filosofia Politica KRATOS della Casa Editrice AlboVersorio.
È stato columnist per il Giornale del Popolo di Lugano, ha collaborato, per anni, con la rivista “Frate Indovino” (100.000 abbonati), collabora con la Rivista Biblioteca di Via Senato e per altre testate italiane e straniere. Interviene a trasmissioni televisive e radiofoniche italiane e straniere.

## Incarichi universitari, professionali e pubblici ricoperti
È stato negli anni giovanili uno dei Responsabili Nazionali della Branca Esploratori e della Formazione Capi dell’Associazione Scaut Cattolici Italiani. È stato Segretario Cittadino e Membro dell’Esecutivo Regionale Lombardo del Partito Socialista Italiano (da cui è uscito negli anni ottanta per non più iscriversi ad alcun partito). È stato Presidente del Consiglio d’Amministrazione del Civico Istituto Musicale “F. Vittadini” di Pavia. È stato membro della Giunta del Centro Servizi dell'Università degli Studi di Trieste, sede di Gorizia. È stato membro (di nomina ministeriale) dell'IRRSAE del Friuli-Venezia Giulia. È stato Direttore Letterario della Rivista “LETTERATURA E TRADIZIONE”. È stato Direttore del Dipartimento di Scienze Politiche dell'Università degli Studi di Trieste dal 1995 al 2001. È stato membro del Senato Accademico dell’Università degli Studi di Trieste per il triennio 2000-2003. È stato docente di Problemi Socio-Politici dell’Area Mediterranea nella L. U. I. A (Libera Università Italo Araba) di Palermo. È stato docente alla L.I. S.T.A. (Libera scuola di terapia analitica) di Milano e membro del suo Comitato Scientifico. È stato Coordinatore Nazionale del Settore Filosofico-Politico della Società Italiana di Filosofia del Diritto e della Politica. È stato Consulente Scientifico della Fondazione ERANOS di Ascona. È stato consulente dell’Assessorato alla Cultura della Regione Lombardia. È stato Presidente della Giuria del Premio Nazionale intitolato a Bent Parodi di Belsito. È Consigliere d’Amministrazione della Fondazione Umanitaria di Milano e della Fondazione Humaniter di Milano. È stato Presidente (sino al 2018) della Commissione Ministeriale Nazionale per l’idoneità dei Professori Universitari Ordinari e Associati di Filosofia Politica e Filosofia delle Scienze Sociali. Dal 24 giugno 2017 è Vice Presidente della Fondazione Umanitaria di Milano e Vice Presidente dell’Accademia Umanistica Medicea. Dal novembre 2017 al giugno 2017 è stato Presidente della UNIMED. È stato membro del Consiglio di Amministrazione della Fondazione Einaudi di Roma.

## Opere
- Immagine del politico. Saggi su simbolo e mito politico, Cedam, Padova, 1995;
- Imago imperii imago mundi, Cedam, Padova, 1997;
- L'ombra del potere. Il lato oscuro della società: elogio del politicamente scorretto (con C. Risi), Red, Como, 1998;
- Il nuovo volto di Ares o il simbolico nella guerra post moderna, Cedam, Padova, 1999;
- La spada e la corona - Studi di Simbolica politica, Barbarossa, Milano, 1999;
- Gli Arconti di questo mondo. Gnosi: politica e diritto, Edizioni Università di Trieste, Trieste, 2000;
- Il pensiero forte, Settimo Sigillo, Roma, 2000;
- Apologia dei doveri dell'uomo, Terziaria, Milano, 2002;
- La maschera e l'uomo, Franco Angeli, Milano, 2002,
- Il coraggio di essere (con Boris Luban-Plozza), Dadò, Lugano, 2002;
- Europa degli Eroi Europa dei mercanti. Itinerari di ribellione, Settimo Sigillo, Roma, 2004;
- Inquietudine e verità, Giappichelli, Torino, 2004.
- Dove va l'idea di Tradizione, Settimo Sigillo, Roma, 2005;
- Il sacro e la cavalleria, Mimesis Edizioni, Milano, 2005;
- Esoterismo e Massoneria, Mimesis Edizioni, Milano, 2007;
- I Viaggi dei Filosofi, Mimesis Edizioni, Milano, 2008;
- La Filosofia del Signore degli Anelli, Mimesis Edizioni, Milano, 2008;
- Ripensare l'identità. Per una geopolitica dell'anima europea, Settimo Sigillo, Roma, 2009;
- Il Cavaliere, la Morte e il Diavolo. Un percorso nella post-modernità, ScriptaWeb, Napoli, 2010;
- La Magia e il Sacro – Saggi Inattuali, Mimesis Edizioni, 2010.
- Eros come simbolo, AlboVersorio, Milano, 2011.
- La sfida della soglia in Eranos Yearbook 2012, a cura di F. Merlini e R. Bernardini, Daimon Verlag, Einsielden 2014, pp.41-78
- Miti, simboli, politica. L’altra storia della filosofia politica, Jouvence, Milano, 2014
- La filosofia del Natale. L’itinerario di un simbolo, AlboVersorio, Milano, 2014
- Il mito della Pasqua, AlboVersorio, Milano, 2016
- Claudio Bonvecchio, Paolo Bellini, Introduzione alla Filosofia e Teoria Politica, Wolters Kluwer, Milano, 2017
- Iniziazione e Tradizione, Mimesis, Milano, 2018
- Dimenticare Lutero in Martin Lutero cinquecento anni dopo, a cura di G. Pugliesi e G. Montanaro), Leo S. Olschki, Firenze, 2019
- Echi della Gnosi, Mimesis, Milano, 2020
- “Bei Männer, welche Liebe fühlen” (Gli uomini che sentono l’amore). Itinerari simbolici del Flauto Magico di Wolfgang Amadeus Mozart in Claudio Bonvecchio,  Anna Mazzucchelli, L’Esoterismo nel Flauto Magico di Mozart, AlboVersorio, Milano, 2022
- Crisi della Democrazia e Governo misto in L’Idea di Impero-Riflessioni Filosofiche, a cura di Sciacca, ARTETRA edizioni, Capua, 2024

ONORIFICENZE
È Conte e Barone di Montaperti della Berardenga e Nobile di Siena
È Nobile di Firenze e Consigliere Nazionale dell’Antico consiglio
mediceo dei Dugento
È Magistrato Supremo della Ragione del Granducato (virtuale) di Toscana
È Cavaliere di Collare del Grand Orden “Francisco Morazan” conferito
dal Presidente della Repubblica de El Salvador che comporta il titolo di
Eccellenza ed è riconosciuto dalla Repubblica Italiana.
È Cavaliere di Gran Croce e Priore Conventuale del Sacro Militare
Ordine di Santo Stefano PM
È Cavaliere Professo del Supremo Real Ordem Militar dos Cavaleiros de
Nosso Senhor Jesus Cristo
È Cavaliere Professo del Supremo Real Ordem Militar de São Bento de
Avis
È Cavaliere Professo del Supremo Real Ordem Militar de S. Thiago da
Espada
È Commendatore di Merito del Sacro Militare Ordine Costantiniano di San
Giorgio.
È Commendatore dell’Ordine dei Santi Maurizio e Lazzaro
È Commendatore jure sanguinis e Fidalgo dell’Ordine Reale di san Miguel
de Ala
È Commendatore dell’Ordine del Real Ordem Militar de Nossa Senhora da
Conceição de Vila Viçosa
È Caballero Maestrante de Hermandad (Maestranza de Caballeria de
Castilla)
È Grande Ufficiale dell’Ordine dei Cavalieri del Tempio di Hierusalem
(accreditato come Membro consultivo all’ONU con l’incarico di Gran
Maniscalco
È Cavaliere del Circolo di Cultura e Scienza Piri Piri di Milano.
Ha ricevuto il Premio “Pax Dantis 2009” del Centro Lunigianese di Studi
Danteschi.
Ha ricevuto il Premio Internazionale alla Carriera “Juan Montalvo” 2015
dell’Equador.
È stato inserito nelle 100 Eccellenze Italiane.
È socio onorario dell’Associazione Culturale e Filantropica “Va
pensiero libero” di Milano.
È Presidente Onorario dell’Associazione “Va pensiero libero” di Milano.
È Presidente Onorario della Fondazione LUX LUCIS ETS di Milano
È Vice Presidente Emerito della Società Umanitaria di Milano.
È Socio Benemerito della Società Umanitaria di Milano.
È Socio fondatore della Società Culturale “Esperienze Sapere Aude” di
cui è Consigliere